# LaToya Ruby Frazier

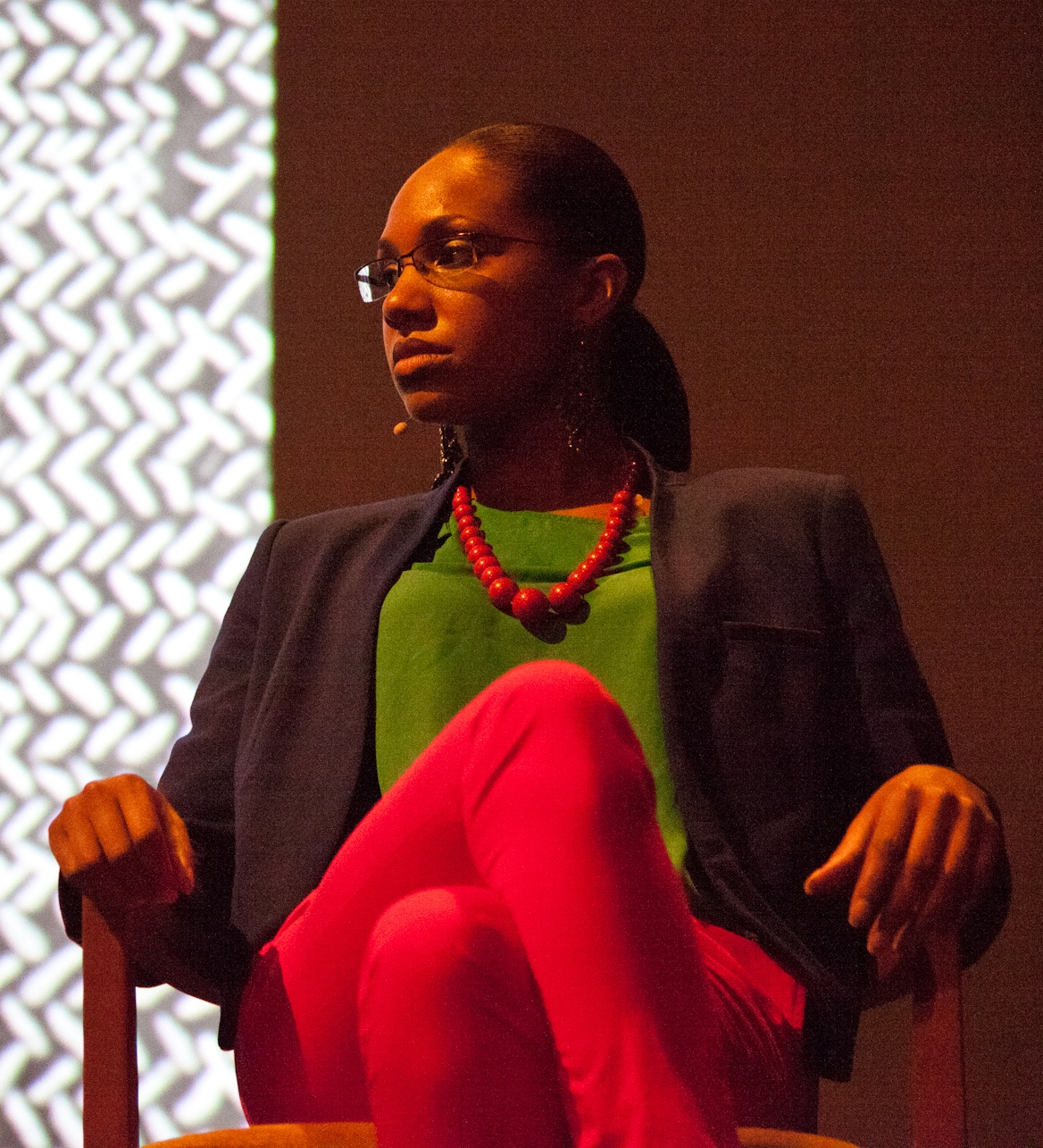
LaToya Ruby Frazier 2011 bei der Look 3 Conference

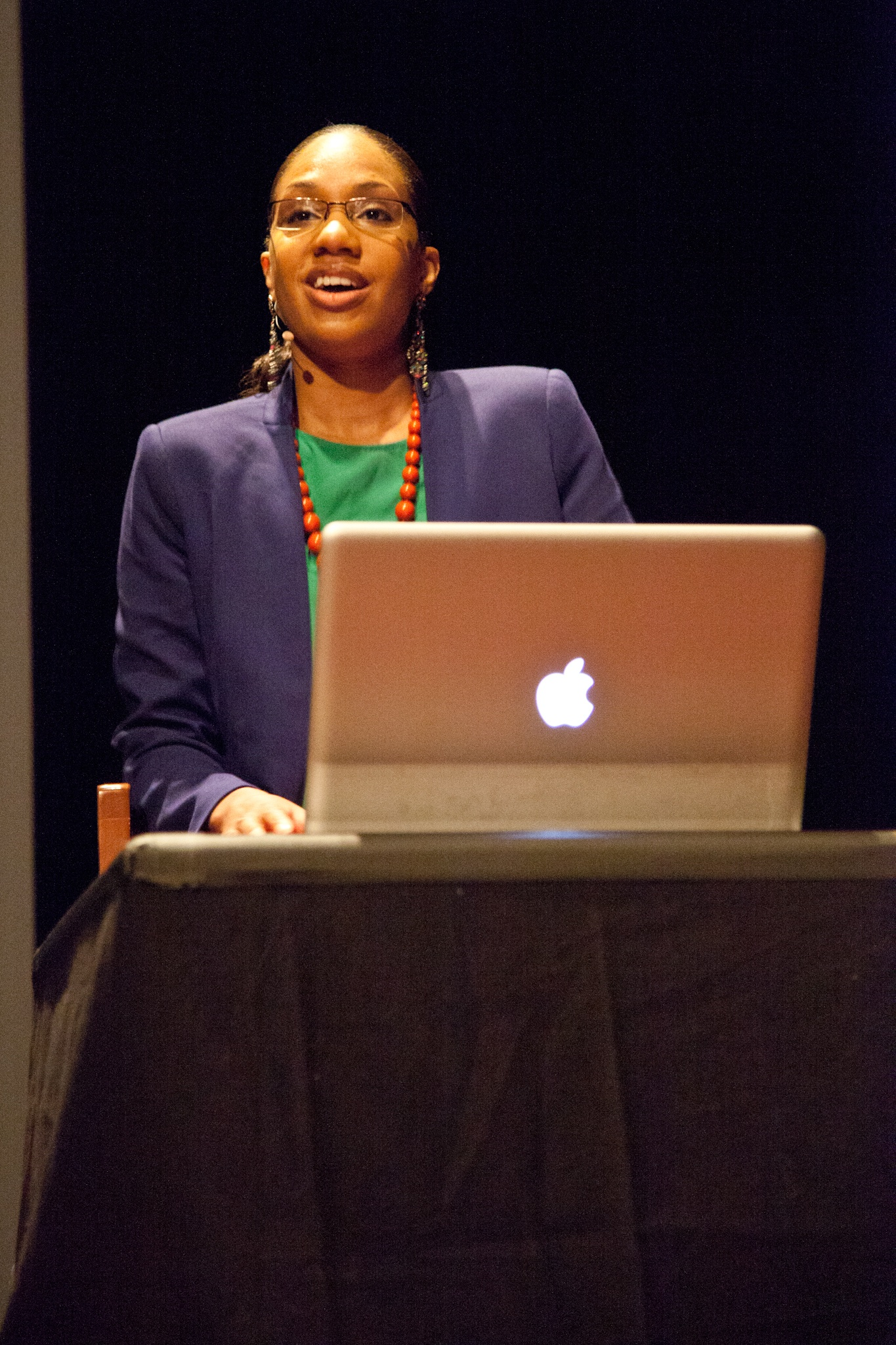
LaToya Ruby Frazie, 2011

 LaToya Ruby Frazier  (* 1982 in Braddock, Pennsylvania, USA) ist eine US-amerikanische Fotografin und Videokünstlerin. Sie ist außerordentliche Professorin für Fotografie an der School of the Art Institute of Chicago.

## Leben und Werk
Frazier studierte bei Kathe Kowalski an der Edinboro University of Pennsylvania, wo sie 2004 ihren Bachelor of Fine Arts in Fotografie und Grafikdesign erwarb. Sie erhielt 2007 ihren Master of Fine Arts in Photographie an der School of Visual Performing Arts der Syracuse University und besuchte dann die Skowhegan School of Painting and Sculpture. Anschließend unterrichtete sie Fotografie an der Mason Gross School of the Arts der Rutgers University, New Brunswick, New Jersey und wurde Kuratorin der Kunstgalerie der Schule. Nachdem sie 2010/11 am Whitney Independent Study Program teilgenommen hatte, begann sie an der Yale University zu unterrichten. Sie war auch Artist-in-Residence an der Braddock (Pennsylvania) Carnegie Library und ist Assistenzprofessorin für Fotografie an der School of the Art Institute of Chicago.

## Arbeitsthemen
Frazier fokussiert sich mit ihren Schwarz-Weiß-Fotografien, Videos und Performances auf familiäre und auf soziopolitische Gegebenheiten mit den Schwerpunkten soziale Ungerechtigkeiten, Rassismus, Arbeitsmigration, Umweltverschmutzung. In ihrer Photoserie Notion of Family begann sie die Geschichte von Braddocks zu erforschen. Fraziers Arbeit konzentrierte sich hauptsächlich darauf, sich selbst und ihre Familie zu Hause und in der Nähe von Braddock darzustellen. In Braddock baute der Industrielle Andrew Carnegie 1872 die Edgar Thomson Steel Works, die bis heute von US Steel betrieben werden. Fraziers Stief-Ur-Großvater arbeitete in der Fabrik, und wie so viele andere Arbeiter und Bewohner in Braddock war er schädlichen Schadstoffen, unsicheren Arbeitsbedingungen und Ungerechtigkeiten im Gesundheitswesen ausgesetzt. Beginnend mit ihrem Stiefurgroßvater und ihrer Großmutter hat Frazier diese Familiengeschichte dokumentiert und gibt mit ihren Fotografien einen Einblick, wie sich das tägliche Leben in Braddock in den letzten Jahrzehnten entwickelt hat. Einige ihrer Arbeiten mit Bildern ihrer Mutter und Großmutter wurden in ihrem ersten Buch The Notion of Family veröffentlicht, das mit dem Infinity Award des International Center for Photography ausgezeichnet wurde.
2016 reiste sie nach Flint (Michigan), dem ehemals größten Produktionsstandort von General Motors. Als 2014 aus Kostengründen die örtliche Wasserversorgung von Detroit auf den Flint River umgestellt wurde, lebten bereits etwa 40 Prozent der verbleibenden Einwohner unterhalb der Armutsgrenze. Der Fluss war in den letzten zwei Jahrhunderten durch Abwässer und industrielle Schadstoffe verseucht worden, und das Trinkwasser war in vielfältiger Weise belastet.
Das Elle-Magazin bat Frazier, einen Fotoessay über Flint zu erstellen. Anschließend verbrachte sie die nächsten fünf Monate in Flint und dokumentierte mit ihren Fotografien. Der Fotoessay erschien im August 2016 im Elle-Magazin und Frazier fotografierte weiter. Als sie 2017 nach Flint zurückkehrte, war das Wasser immer noch ungenießbar, also startete Frazier eine Kampagne und entwarf Flaggen, die die Anzahl der Tage angaben, die die Bewohner von Flint mit Blei ausgesetzt waren. Frazier spendete ihren gesamten Erlös aus ihrer Einzelausstellung in einer Galerie in New York für die Beschaffung eines atmosphärischen Wassergenerators in Flint.
Sie ist auch bekannt für ihre Arbeit Flint Is Family, Porträts von drei Generationen von Frauen, die die Wasserkrise in Flint überlebt haben und  And From The Coaltips A Tree Will Rise , in dem die Reflexionen von Kohlebergleuten über ihre Erinnerungen an Migration, Einwanderung und Arbeit im Kohlebergbaudorf Borinage in Belgien dokumentiert werden.

## Auszeichnungen und Ehrungen
- 2006: Geraldine Dodge Fellowship Award, College Art Association
- 2008: SJ Wallace Truman Fund Award, National Academy Museum
- 2010: Art Matters
- 2011: Louis Comfort Tiffany Foundation Award
- 2012: Creative Capital Foundation Visual Arts Award
- 2013: Lower Manhattan Cultural Council Michael Richards Award for Visual Arts
- 2013: Gwendolyn Knight & Jacob Lawrence Prize, Seattle Art Museum
- 2013–2014: Guna S. Mundheim Fellow, American Academy in Berlin[7]
- 2014: Guggenheim-Stipendium[8]
- 2015: MacArthur Fellowship[9]
- 2016: Gordon Parks’ Foundation Award for Photography[10]
- 2017: Ehrendoktorwürde, Pratt Institute
- 2018: Art of Nonfiction Stipendiatin, Sundance Institute[11]
- 2019: Ehrendoktor of Human Letters, Edinboro University
- 2020: Gordon Parks Foundation/Steidl-Buchpreis[12]
- 2021: Ehrenstipendium der Royal Photographic Society

## Ausstellungen (Auswahl)

### Einzelausstellungen
- 2013: A Haunted Capital, Brooklyn Museum
- 2013: Born by a River, Seattle Art Museum
- 2013: Witness, Contemporary Arts Museum, Houston
- 2013: Inheritance, Indianapolis Museum of Contemporary Art
- 2018: Gavin Brown's Enterprise, New York City
- 2021: True Pictures?, Kunstmuseum Wolfsburg, Deutschland[13]

### Gruppenausstellungen
- 2009: The Generational Triennial: Younger Than Jesus, New Museum[14]
- 2009: GESTURES: An Exhibition of Small Site-Specific Works, Mattress Factory Museum, Pittsburgh
- 2010: Greater New York, MoMA PS1, Queens, Long Island City
- 2010: Mother May I, Museum of Contemporary Art Detroit
- 2011: Aperture Foundation Green Cart Commission: Moveable Feast, Museum of the City of New York
- 2011: Pittsburgh Biennale, Andy-Warhol-Museum
- 2011: VideoStudio: „Changing Same“, The Studio Museum in Harlem
- 2011: LOOK3 Festival of the Photograph, Charlottesville
- 2012: Whitney Museum of American Art, New York

### Biennnalen
- 2011: Incheon Women Artists' Biennale, Incheon
- 2011: Commercial Break, Garage Projects, 54. Biennale Venedig
- 2013: Mom, am, I barbarian? , Istanbul Biennial, Türkei
- 2014: Busan Biennale, Südkorea
- 2014: Recycling Memory: Recapturing the Lost City, 11th Nicaraguan Visual Arts Biennial, Managua

## Veröffentlichungen
- LaToya Ruby Frazier: The Notion of Family. Aperture Foundation, 2016, ISBN 978-1-59711-381-6.
- mit Christophe Gallois: Latoya Ruby Frazier. MOUSSE PUB, 2019, ISBN 978-88-6749-362-3.
- The Last Cruze. RENAISSANCE SOC, 2020, ISBN 978-0-941548-79-3.
- And from the Coaltips a Tree Will Rise: And from the Coaltips a Tree Will Rise / Et des terrils in arbre s'elevera. MACS GRAND HORNU, 2017, ISBN 978-2-930368-70-2.
- LaToya Ruby Frazier: Flint Is Family In Three Acts. Steidl/The Gordon Parks Foundation, 2022, ISBN 978-3-95829-753-1.
- LaToya Ruby Frazier: The Last Cruze. Renaissance Society, 2020, ISBN 978-0-941548-79-3.